# Potamolepidae
Potamolepidae is een uitgestorven familie van sponsdieren uit de klasse van de Demospongiae (gewone sponzen). 

## Geslachten
- Cherokeesia Copeland, Manconi & Pronzato
- Echinospongilla Manconi & Pronzato, 2002
- Oncosclera Volkmer-Ribeiro, 1970
- Potamolepis Marshall, 1883
- Potamophloios Brien, 1970
- Sterrastrolepis Volkmer-Ribeiro & De Rosa Barbosa, 1978
- Uruguaya Carter, 1881